# Kimmel, Algérie
Kimmel là một thị trấn thuộc tỉnh Batna, Algérie. Dân số thời điểm năm 2002 là 3.014 người.